# Kostcirkel
Kostcirkel är ett något ålderdomligt namn på cirkeldiagram som fungerar som kostmodell för vad man bör äta dagligen. Efter 1991 kallas den matcirkel.

## Sverige
Matcirkeln i Sverige anger sju huvudgrupper av livsmedel som bör ätas varje dag. Vid lanseringen 1965 hade denna den första svenska modellen för gruppering av livsmedel namnet kostcirkeln. Den introducerades i Sverige av Statens Institut för Folkhälsan (bildat 1938 och 1972 ersatt av Statens Livsmedelsverk) och efter amerikansk förlaga. Kostcirkeln angav inte proportionerna av det dagliga intaget vilket gav upphov till att KF:s Provkök introducerade matpyramiden.
Flera modifieringar gjorts under årens lopp. 1979 ändrades placeringen av grupperna utefter cirkeln, och 1991 bytte modellen namn till matcirkeln.
Matcirkelns fält (sektorer) är enligt nedan. Grupperna är indelade efter de olika livsmedlens funktion som källa till näringsämne.
1. Frukt och bär – C-vitamin, folat och fibrer
2. Grönsaker – C-vitamin, fibrer, folat och karoten (omvandlas till A-vitamin i kroppen). Dessutom är baljväxter rika på protein.
3. Potatis och rotfrukter (rotfrukter) – fibrer, vitaminer och mineraler
4. Bröd, flingor, gryn, pasta och ris (tidigare: bröd och spannmål) – fibrer, B-vitaminer och mineraler
5. Matfett – olika fettsyror, A-vitamin, D-vitamin och E-vitamin
6. Mjölk och ost (tidigare: mejeriprodukter) – vitaminer, mineraler (inklusive kalcium)
7. Kött, fisk och ägg – protein, mineraler (inklusive lättsmält järn i kött) och vitaminer

## USA

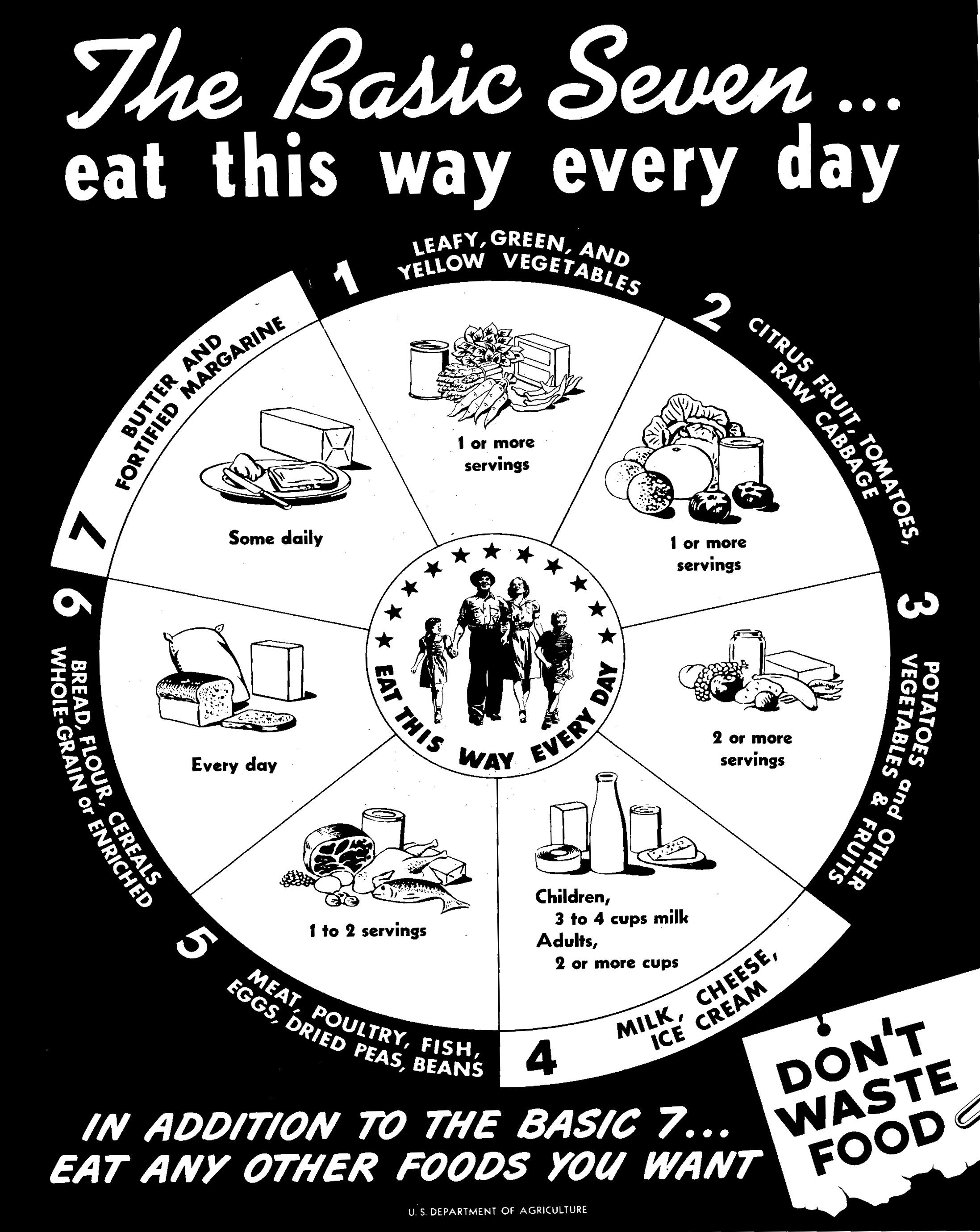
Den ursprungliga amerikanska matcirkeln från 1946.

Den första varianten av "kostcirkel" lanserades i USA 1946 under namnet The Basic Seven. Redan från början fanns de sju grupperingar, med i princip samma innehåll som idag.
Denna matcirkel hade dock föregåtts av 1943 års "A Guide to Good Eating", som indelades i sju delar men utan cirkelformering utan endast som en rak listning. Denna livsmedelsmodell hade också en något annan indelning, enligt följande:
1. Mjölk (Milk)
2. Grönsaker (Vegetables)
3. Frukter (Fruits)
4. Ägg (Eggs)
5. Kött, ost, fisk, höns (Meat, cheese, fish, poultry)
6. Spannmål och bröd (Cereal and bread)
7. Smör (Butter)

Här finns alltså flera skillnader gentemot de senare kost- och matcirklarna. Bland annat delades animalier upp på totalt 4 olika grupper (med matfett definierat som smör och ägg separerat från olika slags kött). En gruppering för rotfrukter saknades, men i bruksanvisningarna för kostmodellen syns både potatisar och morötter på bilden vid grönsakstexten. På "fruktbilden" syns intressant nog minst en tomat, och tomat nämns även specifikt i texten.